# Hans Faber
Hans Faber est un sculpteur alsacien né dans la seconde moitié du XVIe siècle à Saverne et mort le 11 avril 1639 dans cette même ville. Il est l’auteur des fonts baptismaux de l’église Notre-Dame-de-la-Nativité de Saverne et d’une partie de la maison Katz.

## Biographie
Hans Faber est né à une date indéterminée dans la seconde moitié du XVIe siècle. Son père est Niklaus Faber dit Brandschit, surnom attribué également à son fils,. Le détail de sa vie jusqu’à 1603 est également totalement inconnu : à cette date il épouse Margaretha Schramin. Les sources se multiplient dans les années suivantes et permettent d’établir qu’il est alors associé à son père, qui dirige un atelier de sculpture. Leurs relations ne sont toutefois pas exemptes de conflits, comme l’atteste le procès qu’il perd en 1606 contre son père et un de ses compagnons. Il se trouve toutefois à ses côtés dans le long procès qui l’oppose à la corporation des menuisiers entre 1606 et 1608 ; à l’occasion des témoignages il est décrit comme un bourgeois honorable, honnête et modeste.
C’est également en 1606 qu’il réalise ses premières commandes connues, à savoir deux armoires eucharistiques pour la chapelle Saint-Vit. Conformément à un usage répandu à son époque, Hans Faber est à la fois sculpteur sur bois et sur pierre. C’est ainsi qu’il sculpte en 1614 une statue en pierre de saint François pour le couvent des Récollets de Saverne. Ses deux œuvres identifiées avec certitude sont réalisées dans la même période : les fonts baptismaux de l’église Notre-Dame-de-la-Nativité de Saverne en 1615 et la plaque commémorative du col de Saverne en 1616.
Vivant en 1608 dans une maison accolée à la Porte Haute, correspondant au 118 Grand Rue, Hans Faber a eu au moins deux fils, Bartholomeus, qui semble être mort en 1623, et Johann Niklaus Faber, qui devient sculpteur et reprendra l’atelier familial. Il est mentionné en 1631 comme étant membre du Ratsherr, le Conseil de la ville, signe qu’il dispose d’une certaine importance au sein de la bourgeoisie municipale. En dehors de la date de sa mort, le 11 avril 1639, le reste de sa vie est inconnu.

## Œuvre

### Œuvres attestées conservées
Seules deux œuvres peuvent être incontestablement attribuées à Hans Faber en raison de la présence de sa signature ou de références dans les sources documentaires : les fonts baptismaux de l’église Notre-Dame-de-la-Nativité de Saverne et la plaque commémorative du col de Saverne. L’étude stylistique de ces deux œuvres a néanmoins permis de lui attribuer une quinzaine d’autres sculptures, notamment à Saint-Jean-Saverne.
La plaque commémorative du Saut-du-Prince-Charles, près du col de Saverne, a été commandé à Hans Faber en 1616 pour une livre. Les têtes d’angelots situés aux angles ont servi de base à de comparaison pour attribuer d’autres œuvres à Hans Faber.

### Œuvres attribuées
Hans Faber est probablement l’auteur du monument funéraire de Richard de Lutzelbourg et de sa femme Jeanne Marie d’Angreth qui se trouve dans l’église des Récollets de Saverne et a été réalisé en 1618. Les têtes des angelots sont en effet similaires à celles de la plaque du col de Saverne, tandis que les drapés sont du même style que ceux des fonts baptismaux.
Les mêmes têtes d’angelots se trouvent également sur une croix de chemin de Saint-Jean-Saverne, qui est donc probablement également due à Hans Faber. Cette croix est particulièrement importante, car le style du Christ qui y est représenté est très semblable à sept autres sculptures conservées dans la région. Le même périzonium et la même couronne d’épines se trouvent en effet sur trois autres sculptures de l’église de Saint-Jean-Saverne, une de l’église Notre-Dame-de-la-Nativité de Saverne et, avec moins de certitudes, une de l’église d’Ottersthal ainsi que deux relief conservés au musée de Saverne de provenance indéterminée. Trois autres statues de Saint-Jean-Saverne, une sainte femme, un saint Jean-Baptiste et une sainte Agathe sont proches du Christ du saint sépulcre et faisaient probablement partie du même ensemble.
Il ne fait aucun doute que les sculptures de la maison Katz sont à attribuer à la famille Faber : ce sont les seuls sculpteurs établis à Saverne à l’époque et les artisans qui ne sont pas bourgeois n’ont alors pas le droit de travailler dans la ville. La part de chacun dans le tout n’est toutefois pas clairement déterminée. Pour Brigitte Parent, la majorité du travail est probablement l’œuvre de Niklaus Faber, le père de Hans, et la partie où se trouve le passage, datée de 1668, celle de son fils Johann Niklaus. Hans Faber lui-même pourrait toutefois être l’auteur des sculptures en pierre du rez-de-chaussée, les décors à feuille d’acanthes et les chiffres des millésimes étant similaires à ceux des fonts baptismaux de l’église Notre-Dame-de-la-Nativité.

### Œuvres attestées disparues
Les documents d’archives mentionnent enfin plusieurs autres commandes dont les œuvres ont soit disparues, soit n’ont pas encore été identifiées. Deux sont les premières commandes connues de Hans Faber, deux Tröglein, peut-être des armoires eucharistiques, à destination de la chapelle Saint-Vit en 1606 et une statue en pierre de saint François pour le couvent des Récollets de Saverne en 1614, qui était peut-être destinée à orner un puits ou une fontaine. En 1621, l’abbaye de Saint-Jean-Saverne lui passe par ailleurs commande d’un monument funéraire pour Margaretha Voltz. Il a en outre réalisé des travaux à la Berkirche de Saverne, mais la description des sources est trop vague pour permettre d’en identifier la nature. Enfin, il est l’auteur en 1632 d’un chevalet orné d’une tête d’âne devant servir à y attacher les soldats condamnés à la bastonnade.